# Conidie

Ramification de conidiophore de Penicillium portant des conidies

Conidiophore du genre Aspergillus

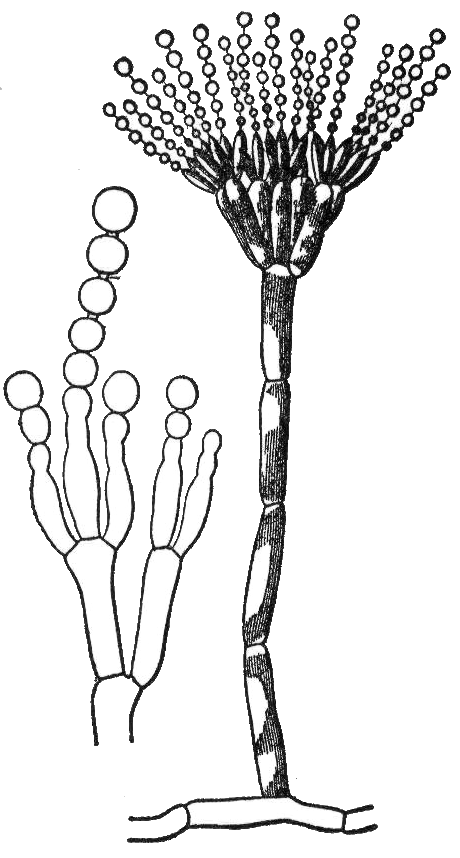
Chapelet de conidies sur conidiophore de type Penicillium

Une conidie (ou conidiospore) est une spore assurant la multiplication asexuée des champignons et non capable de mobilité autonome.
L'organe portant les conidies s'appelle le conidiophore. Lorsque les conidies sont formées à l'intérieur d'une pycnide, on les appelle pycnospores. La première mitose du noyau de la première spore donne lieu à une seconde conidie. Ainsi par mitoses successives, le phialide présente diverses conidies. L'ensemble de ces conidies et du phialide qui les porte forme le chapelet.
Mitospore est un autre nom donné à la conidie parce qu'elle est produite de manière asexuée par le seul processus de mitose. Il en découle qu'un champignon anamorphe (ne se reproduisant que par conidies) peut donc être également dit « mitosporique ».
Le mot conidie provient du grec κόνιδιον, konidion, diminutif de κόνις, konis, « poussière ».

## Caractéristiques génétiques
Ce sont des cellules haploïdes génétiquement identiques à celles de la cellule-mère haploïde (sauf mutation survenue lors du processus de duplication de l'ADN).
Elles peuvent se développer sur ou dans un nouveau substrat (matière organique morte ou parfois vivante) et produire une nouvelle colonie, participant ainsi au processus de dispersion de l'espèce.
La conidiogenèse peut se faire de plusieurs manières.
Les conidies peuvent provenir du bourgeonnement de sporocystes spécialisées appelées phialides. Ce bourgeonnement donne naissance à un chapelet de conidies (voir figure).

## Importance pour la systématique en mycologie
Chez les ascomycètes, il existe une grande variété de formes, de structures et de modes de dispersion des conidies.
Les caractéristiques des conidies et des conidiophores sont utilisées par les mycologues pour décrire et classer de nombreux champignons classés parmi les deutéromycètes (catégorie artificiellement créée par les mycologues pour classer les champignons dont on ne connaît pas de forme de reproduction sexuée, dits anamorphes).

Quelques conidies
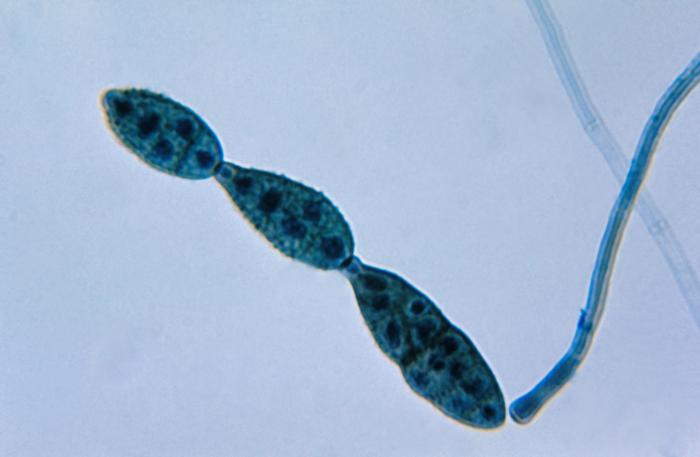
Chaîne de conidies produite par un champignon du genre Alternaria
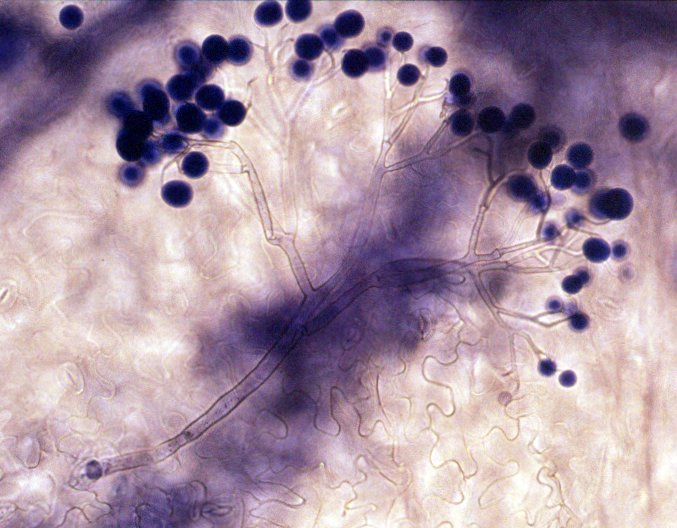
Conidiophore de Hyaloperonospora parasitica portant de nombreuses conidies